# Семиноженко, Владимир Петрович
Владимир Петрович Семиноженко (укр. Володимир Петрович Семиноженко; род: 9 июня 1950, Киев, УССР) — советский и украинский учёный, украинский политик, вице-премьер-министр Украины (1999, 2001—2002, 2010) министр науки и технологий (1996—1998), председатель Государственного агентства по науке, инновациям и информатизации Украины (2010—2014). Председатель Северо-Восточного научного центра НАН и МОН Украины (1992), член Президиума НАНУ (1992).

## Биография
Владимир Семиноженко родился в семье военнослужащего, фронтовика и учительницы младших классов в Киеве. В 1961 году семья переехала в Харьков, где Семиноженко с отличием закончил Харьковскую физико-математическую школу № 27. В 1972 году с отличием закончил физико-технический факультет Харьковского государственного университета. В 1974 году защитил кандидатскую диссертацию. С 1984 года — доктор физико-математических наук, с 1988 года профессор. В 1992 году стал академиком Национальной академии наук Украины. В декабре 1975 года – июле 1985-го – старший научный сотрудник Физико-технического института низких температур АН Украины.
С 1985 года работал генеральным директором Всесоюзного научно-производственного объединения «Монокристаллреактив» Министерства химической промышленности СССР. В 1995 году объединение по инициативе Семиноженко преобразовано в первый академический научно-технологический концерн Институт монокристаллов НАН Украины (впоследствии научно-технологический комплекс). С 1996 года Семиноженко — научный руководитель концерна. В настоящее время — председатель Совета директоров, научный руководитель НТК «Институт монокристаллов» НАНУ, в состав которого входят: Институт монокристаллов, Институт сцинтилляционных материалов, Отделение химии функциональных материалов, ГП «Научно-исследовательский институт микроприборов», Научно-технический центр иммунобиотехнологии, ГП «Завод химических реактивов».
С 1992 года Семиноженко возглавляет Северо-Восточный научный центр НАН и МОН Украины. Под его руководством Центром предложена и реализована новая схема функционирования академических региональных научных центров, региональные научно-технические программы в области экологии, топливно-энергетических проблем, природопользования, использования вторичных ресурсов. Разработана концепция региональной научно-технической политики Украины. Долгое время успешно действовала принятая по его инициативе модель организации управления научно-технологической сферой страны: Совет по вопросам науки и научно-технической политики при президенте Украины, Министерство Украины по делам науки и технологий, сеть научно-координационных советов при облгосадминистрациях.
Является одним из инициаторов создания на Украине сети технопарков. В 2000 году по Указу президента Украины возглавил один из первых отечественных технологических парков — Технопарк «Институт монокристаллов».
Руководитель государственных научно-технических программ «Развитие микро- и оптоэлектронных технологий на Украине» (2004—2007 гг.) и «Разработка и освоение микроэлектронных технологий, организация серийного выпуска приборов и систем на их основе» (2008—2011 гг.).
С 1996 по 1998 год возглавлял Министерство науки и технологий. Приложил большие усилия для формирования целостной системы государственного управления по принципу «наука — технологии — инновации — защита интеллектуальной собственности», реализации важных для отечественной экономики научно-технических разработок, подготовки проектов законодательных и нормативных актов, направленных на сохранение и развитие научно-технологического потенциала государства.
Трижды избирался народным депутатом Украины (1994, 1998, 2002). С 1998 по 2000 — глава Комитета ВРУ по вопросам науки и образования. Был координатором межфракционного депутатского объединения «Наука Украины».
1998—2000 — глава Межгосударственного комитета по научно-техническому развития стран-участниц СНГ.
В 1992 году стал членом Национального союза художников Украины.
С 1998 года — почётный член (академик) Академии искусств Украины.
Один из основателей и первых руководителей Партии регионов
(2001—2003). Вышел из партии в связи с несогласием с линией её развития (2004).
С 2000 года — возглавил Украинскую федерацию учёных, среди основателей которой Б. Патон, М. Амосов, Б. Олийнык, О. Шалимов, В. Фролькис и другие. Под руководством Семиноженко Федерацией были подготовлены Программа реформ в научно-технической и инновационной системе Украины на 2005—2010 гг., Доктрина экономики знаний, Кодекс научной этики, проведён первый общенациональный научный форум «Будущее науки — будущее Украины» (2005).
1999, 2001—2002, 2010 годы — вице-премьер министр Украины. Он сосредоточил своё внимание на вопросах модернизации системы социальной защиты населения, дальнейшем проведении медицинской и пенсионной реформ, развитии науки и инноваций.
С 2003 по 2005 годы — советник президента Л. Д. Кучмы.
Один из основателей, председатель Общественно-политического объединения «Украинский форум» (2006).
В 2009 году возглавил Гражданское движение «Новая Украина», созданное по инициативе «Украинского форума», ряда других общественных организаций и партий. В этом же году возглавил политическую партию «Новая политика».
С июля 2010 года — председатель Государственного комитета Украины по вопросам науки, инноваций и информатизации, позднее реформированного в Государственное агентство по вопросам науки, инноваций и информатизации Украины, советник премьер-министра Украины.
С 2013 по 2014 годы возглавлял Межгосударственный совет по вопросам сотрудничества в научно-технической и инновационной сферах стран СНГ.
В 2014 году подал в отставку с поста главы Госинформнауки в знак несогласия с проводимыми реформами в сфере управления наукой, против которых выступили ведущие украинские учёные и президенты всех национальных академий наук.
Владимир Семиноженко принимал участие в создании и принятии Конституции Украины (1996), один из авторов Конституционного договора (1995).
Автор и основной лоббист Законов «О науке и научно-технической деятельности» (1998 г.), который обеспечил «научные пенсии», «Об инновационной деятельности» (2012 г.), «О специальном режиме инвестиционной и инновационной деятельности технологических парков» (1999 г.), «О всеобщем среднем образовании» (1999 г.), «О специальном режиме инвестиционной деятельности на территории Харькова» (2000 г.). «О государственном регулировании деятельности в сфере трансферта технологий» (2012 г.), сыграл важнейшую роль в принятии Закона «О высшем образовании» (2014 г.) в действующей редакции.
В 1996 году возглавил инициативную группу по созданию Национальной академии искусств. По поручению президента и Кабинета Министров Украины проводил первое заседание по избранию членов Президиума и президента Национальной академии искусств.
В 2004 году сыграл решающую роль в разрешении конфликта вокруг объединения трёх вузов: Сумского национального аграрного университета, Сумского Государственного педагогического университета имени Макаренко и Сумского государственного университета в Сумской национальный университет (СНУ), который привёл к массовым волнениям студентов.
Инициировал учреждение профессионального праздника работников науки — Дня науки (Указ президента Украины от 14 февраля 1997 года № 145/97).
Добился учреждения профессионального праздника — Дня фармацевтического работника (Указ президента Украины от 7 сентября 1999 года № 1128/99).
Был одним из инициаторов получения Украиной статуса ассоциированного члена ЦЕРН. Соглашение ратифицировано ВРУ в сентябре 2014 г.
Обеспечил делегирование Украине национального кириллического домена. УКР (28 февраля 2013 г.).
Выдвинут на пост президента НАНУ в марте 2020 года.

## Научные труды
Владимир Семиноженко — соавтор свыше 420 научных трудов, более 80 изобретений.
Главный редактор журнала «Функциональные материалы», который занимает 35 место среди научных журналов Украины (согласно данным Google Scholar состоянием на апрель 2013 г.). Главный редактор альманаха сравнительных исследований «Ойкумена», членом
редколлегии научно-практического журнала Совета национальной безопасности и обороны Украины «Стратегическая панорама».

## Награды
- Лауреат Государственной премии Украины в области науки и техники (1999 г., 2000 г.), Международной премии в области ядерной физики (1999 г.), заслуженный деятель науки и техники Украины (2008 г.), лауреат премии имени В. И. Трефилова НАН Украины (2010 г.). Награждён орденами «За заслуги» І, ІІ и ІІІ степеней, «Святого Князя Владимира» ІV степени, орденом князя Ярослава Мудрого V степени, почётными грамотами Кабинета Министров и Верховного Совета Украины, Золотой медалью Национальной академии искусств Украины (2010 г.), нагрудным знаком «Отличник образования» (2000 г.).
- Большой крест ордена Заслуг (Португалия, 16 апреля 1998)[2]
  - Почётный доктор и профессор 34 университетов, среди которых:
- Харьковский национальный университет имени В. Каразина;
- Львовский национальный университет имени И. Франко;
- Днепропетровский национальный горный университет;
- Запорожский государственный медицинский университет;
- Национальный технический университет «Харьковский политехнический институт»;
- Национальный университет «Острожская академия»;
- Национальный горный университет Украины;
- Луганский медицинский университет;
- Сумской государственный университет;
- Харьковский национальный университет внутренних дел;
- Волынский государственный университет имени Л. Украинки;
- Полтавский национальный технический университет имени Ю. Кондратюка;
- Украинская академия внешней торговли;
- Харьковский педагогический университет имени Г. Сковороды;
- Харьковский государственный экономический университет;
- Харьковский художественно-промышленный институт;
- Тернопольский национальный технический университет имени И. Пулюя;
- Харьковский национальный университет городского хозяйства имени А. Н. Бекетова
  - С 2010 года — почётный гражданин города Харькова.

## Политические взгляды
Выступает за активную государственную политику в сфере новаторского развития, увеличение государственных ассигнований на науку и образование. Последовательный сторонник реализации на Украине Лиссабонского критерия — инвестирования 3 % от ВВП в науку.
Считает создание благоприятных фискальных условий для развития ІТ-отрасли стимулом для развития экономики Украины.
Не верит в эффективность слепого копирования зарубежных реформ. Убеждён, что Украина должна идти своим путём, заимствуя лучшее из опыта других стран.
Считает, что сегодня крайне востребована новая мощная, современная всеукраинская партия, представляющая все области Украины, в основу идеологии которой должна быть положена идея
лидерства, экономического успеха и консолидации украинского общества.